# Leybourne Castle

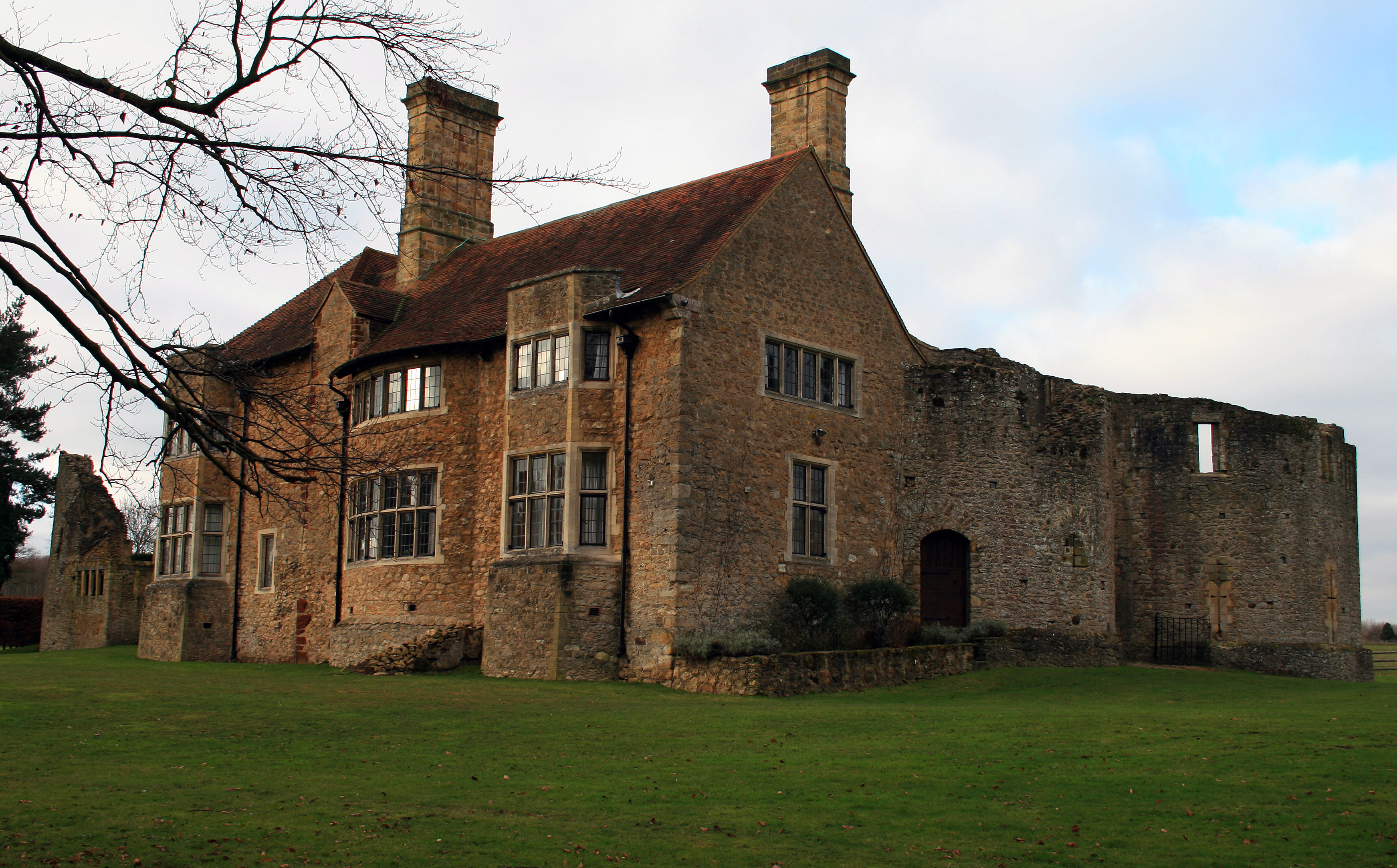
Leybourne Castle

Leybourne Castle ist eine Burgruine im Dorf Leybourne zwischen West Malling und Larkfield in der englischen Grafschaft Kent.
Die beiden halbrunden Bastionen des Torhauses mit seinen zwei Türmen der 1275 errichteten Burg sind erhalten geblieben und wurden in ein Bauernhaus aus der Tudorzeit integriert. Dieses Bauernhaus wurde um 1930 wesentlich umgebaut. Bis heute erhalten sind auch noch ringförmige Erdwerke der ursprünglichen Burg. Eine ausgedehnte Kurtine existierte bis ins 18. Jahrhundert, aber heute ist davon nichts mehr erhalten.
Das Bauernhaus hat English Heritage als historisches Bauwerk II*. Grades gelistet.